# 韦姆朗日
韦姆朗日（法語：Veymerange，法語發音：[vɛmʁɑ̃ʒ]；洛林法兰克语：Wëmrénge、Weimeréngen）是法国摩泽尔省的一个旧市镇。1811年，市镇埃朗日并入韦姆朗日。1967年，韦姆朗日并入蒂永维尔。

## 地理
韦姆朗日（49°21'27"N, 6°6'57"E）位于法国大東部大區摩泽尔省，该省份为法国东北部内陆省份，是洛林的一部分，西南接默尔特-摩泽尔省，东临下莱茵省，北与卢森堡和德国接壤。
韦姆朗日的时区为UTC+01:00、UTC+02:00（夏令时）。

## 行政
韦姆朗日的邮政编码为57100，INSEE市镇编码为57710。

## 人口
韦姆朗日于1962年时的人口数量为754人。